# Зазуляк Михайло
Миха́йло Зазуля́к (1887, Львів — 19 серпня 1936, Нью-Йорк) — український співак початку 20 сторіччя, баритон.

## Життєпис
Закінчив львівську гімназію, працював учителем української мови й літератури, з юнацьких років захопився співом. У Варшаві брав приватні уроки вокалу в одного з оперних співаків.
1909 року з матір'ю та сестрою емігрував до США, оселився в Нью-Йорку, навчався співу у професорів музичної студії «Метрополітен опера». Мирон Сурмач згадував, що 1910 року пан Зазуляк виступав в «Метрополітен опера» та брав участь майже у всіх українських імпрезах, натхненником яких був Мирон Корикора.
Виступав в складі трупи, заложеної товариством «Українська бесіда» в Нью-Йорку. Вперше на сцені «Метрополітен опера» виступив з басом Адамом Дідуром, Марією Раппольд (Marie Rappold) та піаністкою Софією Наїмською 1915 року.
Його запис на платівці 1916 року є одним з перших аудіозаписів Гімну України.
Співав у хорі театру «Метрополітен-опера», брав участь у майже всіх українських імпрезах.
Протягом 1915—1929 років зробив близько 100 записів на платівках, переважна більшість з яких українською мовою.
Помер 19 серпня 1936 року уві сні. По його смерті не залишилося коштів, тому похований на кладовищі для бідних «Кальварія» у Нью-Йорку. Згодом з'ясувалося, що всі свої заощадження — 250 доларів США — Маестро вислав на підтримку Товариства імені Лисенка у Львові.